# Trdnjava Bovške Kluže
Trdnjava Bovške Kluže (izvirno nemško Fort Flitscher Klause) je trdnjava, ki se nahaja v najožjem delu doline reke Koritnice.

## Koroške utrdbe
Koroška na jugu meji na gorsko pregrado, ki predstavlja odlično obrambo pred sovražnikom, ki prihaja z juga ter ima šibko točko na stiku Karnijskih Alp in Karavank. Ta šibka točka je razmeroma široka dolina Ziljice (Silliza, Gailitz), ki povezuje Kanalsko dolino (Kanal Tal) s Koroško. Dolina je bila že dolgo časa znana kot šibka točka, ki jo je v dveh pohodih izrabila Napoleonova vojska. Ker je dolina široka, jo je težko braniti, zato je bilo potrebno sovražnika ustaviti že pred Trbižem. Dostopi do tega mesta so bili trije: glavni dostop je bil po Kanalski dolini, stranski dostopi pa so bili iz Reklanske doline (Val Raccolana) prek Nevejskega prevala (Nevea-Paß, Sella Nevea) ter iz Bovške kotline po dolini Koritnice in prek Predela. Na teh izredno strateških poteh so Avstrijci med letoma 1808 in 1900 zgradili v nizu šest najvzhodnejših zapornih utrdb ob italijanski meji, ki so postale znane kot Koroške utrdbe (Karntner Sperren). Te utrdbe so bile: Henslova utrdba (Fort Hensel), Zapora pri Rabeljskem jezeru (Seebachthalsperre), Predelska baterija (Batterie Predilsattel), Predelska utrdba (Paßsperre Predil), utrdba Bovške Kluže (Strassensperre Flitscher Klause) in Hermanova utrdba (Fort Hermann) oziroma Zgornja trdnjava Kluže, ki se nahaja na pobočju nad Bovškimi Klužami.

## Utrdba v času Napoleonovih vojn
Pomembne lokacije so se zavedali že Rimljani, ki so na mestu današnje utrdbe postavili svojo.
Na mestu, kjer danes stoji trdnjava, je bila že leta 1471 zgrajena trdnjava Beneške republike. Toda Benečani so trdnjavo zapustili že leta 1478. Zaradi vojaške strategije so leta 1509 tu zgradili novo trdnjavo, tokrat pod Habsburžani. V srednjem veku so utrdbo večkrat prenovili in povečali.
Leta 1797 je Napoleon pri kraju Rivoli porazil Avstrijce, ki so se nato umikali skozi naše kraje. Francoska vojska je premagala prednje straže avstrijske brigade in jih potisnila v smeri Kobarida. Vojaki so se umaknili v utrdbo Kluže. Francozi so večkrat napadli utrdbo, vendar zaman. Nato pa so se povzpeli na uravnavo na pobočju Rombona, od koder so lahko streljali in valili kamenje na branilce. Francosko topništvo je kmalu nato zadelo in požgalo utrdbo. Utrdba je nato osem let samevala, dokler ni ponovno prišlo do bitke med Francozi in Avstrijci. Po porazu pri Ulmu so Avstrijci hitro popravili utrdbo. Branilci so vse napade uspešno odbili. Avstrijci so sicer dobili bitko v Klužah, že drugič pa so izgubili vojno, zato so bili prisiljeni skleniti mir v Bratislavi. Razvaline utrdbe so samevale vse do leta 1881. 

## Zasnova in gradnja utrdbe
Utrdba je bila zasnovana tako, da je lahko nadzorovala strateško pomemben prehod iz Bovške kotline prek Predela do Trbiža in naprej v notranjost Avstrije. Utrdbo so zgradili ob cesti, tik pred mostom čez Koritnico. Tako so lahko iz utrdbe neposredno nadzorovali promet na cesti, saj so jo pregrajevala železna vrata, vgrajena v kamnit portal, naslonjen na utrdbo.
Lokacija je bila izbrana tako, da je sovražnik z neposrednim topniškim ognjem ne bi mogel zadeti, s posrednim pa čim težje. Pred obstreljevanjem iz Bovške kotline so jo ščitila pobočja Rombona, pred obstreljevanjem z grebena Svinjaka pa naj bi jo varoval greben Slemena. Utrdba je bila projektirana za boj iz bližine. Sovražnik, ki bi prišel iz smeri Bovca, bi jo zagledal šele, ko bi prišel izza ovinka. Tam bi se na razdalji sto metrov znašel v ognju pušk in topov. Trdnjava je bila zasnovana tako, da je lahko zdržala zadetke tedanjih najtežjih znanih granat. Ker je bila namenjena za boj od blizu, je imela veliko število strelnih lin.
Gradbena dela so se začela 28. marca 1881. Stala je 106.430 goldinarjev in 42 krajcerjev, skupaj s stroški administracije pa 111.665 goldinarjev in 78 krajcarjev.
Jeseni, 11.septembra 1882, si je skoraj dokončano utrdbo ogledal tudi cesar Franc Jožef I.
Utrdba je bila zgrajena iz klesanega kamna, ki so ga pridobivali v neposredni bližini. Ravno streho so pokrili z 0,2 do 0,75 m debelo plastjo prsti, ki je zmanjševala učinek granat, polnjenih s črnim smodnikom.
Gradnja se je končala 14. novembra 1882.
V tistem času je bila to prva avstro-ogrska utrdba opremljena s površinsko kaljenimi litoželeznimi ščiti za line topniških kazemat.
Tloris utrdbe je imel obliko črke L, tako da je bila glavna fasada obrnjena proti jugu, v smeri prihoda sovražnika, leva stran pa je pokrivala dostop iz smeri Bavšice. V jugovzhodnem kotu utrdbe, kjer je fasada glavne zgradbe oblikovana v loku, so nanjo naslonili glavni kaponir, namenjen bočnemu nadzoru dostopa k fasadi.
Glavno zgradbo in goltni kaponir povezuje ozek hodnik s strelnimi linami, ki poteka vporedno s cesto.
Osrednje dvorišče utrdbe s severne strani zapira zid, ki povezuje severni konec glavne zgradbe in goltni kaponir. V tem zidu so tudi vrata utrdbe. Dostop do vrat je oteževal 3 m širok in 2 m globok jarek, ki ga je premoščal mostiček.
Pred utrdbo je majhen jarek z zidanimi strelnimi linami.
Utrdba je bila načrtovana za posadko treh častnikov, zdravnika, 120 vojakov pehote in 56 topničarjev.
Posadka se je z vodo oskrbovala iz cisterne, v kateri se je zbirala kapnica s strehe. Kasneje so pod utrdbo postavili črpalko, ki je črpala vodo neposredno iz struge Koritnice.
Ker je z razvojem topništva postala utrdba Kluže hitro zastarela, so nad utrdbo na pobočju Rombona zgradili še zgornjo utrdbo oz. Hermanovo utrdbo, ki naj bi v primeru napada krila spodnjo utrdbo.

### Oborožitev
Za trdnjavo so bili predvideni poleg pehotnega orožja in mitraljezov M. 4 še štirje 120 mm topovi M. 61 in dva 90 mm topova M. 61. Po izgradnji so 120 mm topove nadomestili z modernejšimi 120 mm topovi M. 80. Razlog za zamenjavo je bila napaka pri načrtovanju utrdbe. Po izgradnji so namreč ugotovili, da greben Slemena ne ščiti pred obstreljevanjem, zato so utrdbo oborožili z močnejšimi topovi. Za vsak top je bilo predvidenih 200 eksplozivnih in 200 šrapnelskih granat ter 10 karteč.
Za 90 mm topove je bilo na razpolago 70 eksplozivnih in 120 šrapnelskih granat ter 10 karteč. Za vsak mitraljez M. 4 je bilo 25 trakov s po 200 naboji.
Shranjenih je bilo dodatnih 49.950 nabojev M. 93 kalibra 8 mm.

### Zaloge hrane in kuriva
Hrane je bilo za 45-dnevno obleganje.
Za kurjavo je bilo pripravljenih 78 m³ drv, razsvetljavo pa 42 kg sveč in 379 kg petroleja.

### Posadka
Mirnodobno posadko so sestavljali 1 častnik in 34 mož ljubljanskega 27. domobranskega pehotnega polka ter 15 mož 1. čete 4. bataljona trdnjavskega topništva, nameščenega v Naborjetu.
Vojno posadko so sestavljali 2 častnika, zdravnik, 130 mož ljubljanskega 27. domobranskega pehotnega polka, 3 častniki in 15 mož 1. čete in 1. rezervne čete 4. bataljona trdnjavskega topništva, rezervni fortifikacijski častnik, častniški sluga, pionirski podčastnik in pionir, 4 možje trdnjavskega telegrafskega oddelka, sanitetni podčastnik in dva bolničarja ter vojak pri postaji poštnih golobov.
V utrdbi je lahko zasilno prespalo dodatnih 7 častnikov in 129 vojakov.

## Utrdba v času vojne
Ker so se Avstrijci zavedali, da je utrdba zastarela in neprimerna za boj, poleg tega pa jim je še primanjkovalo orožja, so se 20. aprila odločili, da utrdbo dokončno razorožijo. Utrdba Kluže je bila tako ob vojni napovedi 23. maja 1915 brez topov in mitraljezov, manjkala je tudi vojna posadka. Posadko so nadomestile različne vojaške zaledne službe in poveljstvo Bovške kotline. V kletni etaži so namestili telefonsko centralo. Na notranjem dvorišču so postavili barako, v kateri so pripravili postajo prve pomoči. Zunaj utrdbe so zgradili veliko barako, v kateri je bila kuhinja.
Zaradi počasnega italijanskega napredovanja so se prvi boji v Bovški kotlini začeli šele okoli 18. junija 1915, ko so iz smeri Rombona na Kluže priletele prve granate. Trdnjava je imela celotno vojno neverjetno srečo, saj se je nahajala skoraj v popolnem mrtvem kotu za italijanske topove. Poleg tega iz italijanskih topniških opazovalnic ni bila vidna, zato je med vojno niso zadeli niti enkrat. Še najbližje zadetku je prišlo 12. avgusta 1915, ko je pet granat, ki so bile sicer namenjene Hermanovi utrdbi, eksplodiralo v neposredni bližini utrdbe.
Kluže so bile tudi ena izmed dveh poskusnih lokacij na soški fronti, kjer so Avstrijci poleg običajnih žičnih ovir namestili tudi električne, poimenovane Hochspannung Hindernis (H-Hindernis). Ovire so bile narejene iz bakrene žice, pritrjene na lesene nosilce. Zvečer so skozi ovire spustili električni tok. V boju jih nikoli niso uporabili, ker so ugotovili, da že pri manjših poškodbah pride do kratkega stika in posledično do izpada električnega napajanja.
Ker Italijani utrdbe nikoli niso mogli zadeti, je ta postala varno zavetje poveljstva in različnih zalednih enot. Poveljstvo je nadzorovalo del bojišča med vrhom Rombona in Humčičem jugovzhodno od Bovca. Utrdba je ostala polna vojaštva vse do preboja soške fronte oktobra 1917. Potem je utrdba opustela.

## Utrdba po prvi svetovni vojni in danes
Po preboju je večino inventarja iz utrdbe odnesla vojska. Po vojni pa so jo, kolikor je bilo mogoče, oplenili še okoliški prebivalci. V primerjavi s Hermanovo utrdbo, ki so jo nabiralci železa skoraj demolirali, je utrdba Kluže ostala skoraj nedotaknjena, saj so se italijanske vojaške oblasti odločile, da jo ohranijo.
Med drugo svetovno vojno je bila v trdnjavi nastanjena posadka Wehrmachta, ki je zmanjšala šest strelnih lin, ob umiku leta 1945 pa porušila most čez Koritnico tik ob utrdbi.
Območje Bovške zapore je junija 1945 prišlo v cono A, ki jo je do 15. septembra 1947 zasedala in upravljala anglo-ameriška vojaška uprava. Ta je obnovila most čez Koritnico, pri tem pa porušila kamniti portal z vrati, ki so zapirala cesto Bovec-Predel.
Po določitvi meje je utrdba prišla v last Jugoslovanske ljudske armade, ki pa za utrdbo ni skrbela, zato je počasi propadala. Leta 1987 je prišla v občinsko last. Najprej je bila popravljena streha, leta 1998 pa so se začela obnovitvena dela.
Danes sta v trdnjavi poročna dvorana in predavalnica. Vsako leto pa na dvorišču trdnjave potekajo tudi razne uprizoritve dogajanja med prvo svetovno vojno s strani slovenskih in tujih društev.